# Constante elástica
Una constante elástica es cada uno de los parámetros físicamente medibles que caracterizan el comportamiento elástico de un sólido deformable elástico. A veces se usa el término constante elástica también para referirse a los coeficientes de rigidez de una barra o placa elástica.
Un sólido elástico lineal e isótropo queda caracterizado solo mediante dos constantes elásticas, mientras que un sólido lineal que sólo es transversalmente isótropo requiere cinco constantes. Los materiales ortótropos requieren nueve, y otro tipo de sólidos elásticos lineales con menos simetrías pueden requerir hasta 21 constantes elásticas.

## Materiales elásticos isótropos
Debido a esa propiedad puede probarse que el comportamiento de un material elástico homogéneo isótropo queda caracterizado por solo dos constantes elásticas. En diversos campos son comunes las siguientes elecciones de las constantes:
- En ingeniería estructural. La elección más frecuente es el módulo elástico longitudinal y el coeficiente de Poisson (E, ν) [a veces también se usa la elección equivalente (E, G), ver más adelante].
- En termodinámica de sólidos deformables resulta muy útil escoger el par (K, G) formado por el módulo de compresibilidad (isotérmica) K y el módulo elástico transversal G.
- Coeficientes de Lamé (λ, μ) que también aparecen en el desarrollo de Taylor de la energía libre de Helmholtz.

Así tenemos un total de seis constantes elásticas comúnmente usadas: E, ν, K, G, λ y μ. Dos cualesquiera de ellas caracterizan completamente el comportamiento elástico, es decir, dado cualquier parámetro elástico de un material puede expresarse como función de dos cualesquiera de los parámetros anteriores. Obviamente, todos estos pares de constantes elásticos están relacionados, como se resume en la siguiente tabla:
|                                   | {\displaystyle E\,}: módulo de Young {\displaystyle \nu \,}: coeficiente de Poisson                                        | {\displaystyle K\,}: módulo de compresibilidad {\displaystyle G\,}: módulo de rigidez | {\displaystyle \lambda \,}: 1.er coeficiente de Lamé {\displaystyle \mu \,}: segundo coeficiente de Lamé |
| --------------------------------- | --- | ------------------------------------------------------------------------------------- | --- |
| {\displaystyle (E,\nu )\,}        | --- | {\displaystyle K={\frac {E}{3(1-2\nu )}}} {\displaystyle G={\frac {E}{2(1+\nu )}}}    | {\displaystyle \lambda ={\frac {\nu E}{(1+\nu )(1-2\nu )}}} {\displaystyle \mu ={\frac {E}{2(1+\nu )}}}  |
| {\displaystyle (K,G)\,}           | {\displaystyle E={\frac {9KG}{3K+G}}} {\displaystyle \nu ={\frac {3K-2G}{2(3K+G)}}}                                        | ---                                                                                   | {\displaystyle \lambda =K-{\frac {2G}{3}}} {\displaystyle \mu =G\,}                                      |
| {\displaystyle (\lambda ,\mu )\,} | {\displaystyle E={\frac {\mu (3\lambda +2\mu )}{\lambda +\mu }}} {\displaystyle \nu ={\frac {\lambda }{2(\lambda +\mu )}}} | {\displaystyle K=\lambda +{\frac {2\mu }{3}}} {\displaystyle G=\mu \,}                | --- |

Expresadas en términos del módulo de Young y el coeficiente de Poisson las ecuaciones constitutivas son:

{\displaystyle {\begin{pmatrix}\varepsilon _{xx}\\\varepsilon _{yy}\\\varepsilon _{zz}\\\varepsilon _{xy}\\\varepsilon _{xz}\\\varepsilon _{yz}\end{pmatrix}}={\begin{pmatrix}{\frac {1}{E}}&-{\frac {\nu }{E}}&-{\frac {\nu }{E}}&&&\\-{\frac {\nu }{E}}&{\frac {1}{E}}&-{\frac {\nu }{E}}&&&\\-{\frac {\nu }{E}}&-{\frac {\nu }{E}}&{\frac {1}{E}}\\&&&{\frac {2(1+\nu )}{E}}&0&0\\&&&0&{\frac {2(1+\nu )}{E}}&0\\&&&0&0&{\frac {2(1+\nu )}{E}}\\\end{pmatrix}}{\begin{pmatrix}\sigma _{xx}\\\sigma _{yy}\\\sigma _{zz}\\\sigma _{xy}\\\sigma _{xz}\\\sigma _{yz}\end{pmatrix}}}

Las relaciones inversas vienen dadas por:

{\displaystyle {\begin{pmatrix}\sigma _{xx}\\\sigma _{yy}\\\sigma _{zz}\\\sigma _{xy}\\\sigma _{xz}\\\sigma _{yz}\end{pmatrix}}={\frac {E}{(1+\nu )(1-2\nu )}}{\begin{pmatrix}1-\nu &\nu &\nu &&&\\\nu &1-\nu &\nu &&&\\\nu &\nu &1-\nu &&&\\&&&{\frac {1}{2}}&0&0\\&&&0&{\frac {1}{2}}&0\\&&&0&0&{\frac {1}{2}}\\\end{pmatrix}}{\begin{pmatrix}\varepsilon _{xx}\\\varepsilon _{yy}\\\varepsilon _{zz}\\\varepsilon _{xy}\\\varepsilon _{xz}\\\varepsilon _{yz}\end{pmatrix}}}

## Materiales elásticos ortótropos
Algunos materiales elásticos son anisótropos, lo cual significa que su comportamiento elástico, en concreto la relación entre tensiones aplicadas y deformaciones unitarias es diferente para diferentes direcciones.
Los materiales elásticos ortótropos presentan una forma común de anisotropía, en la que su comportamiento elástico queda caracterizado por una serie de constantes elásticas asociadas a tres direcciones mutuamente perpendiculares. El ejemplo más conocido de material ortótropo es la madera que presenta diferente módulo de elasticidad longitudinal (módulo de Young) a lo largo de la fibra, tangencialmente a los anillos de crecimiento y perpendicularmente a los anillos de crecimiento.
El comportamiento elástico de un material ortótropo queda caracterizado por nueve constantes independientes: 3 módulos de elasticidad longitudinal (Ex, Ey, Ez), 3 módulos de rigidez (Gxy, Gyz, Gzx) y 3 coeficientes de Poisson (νxy, νyz, νzx). De hecho para un material ortótropo la relación entre las componentes del tensor tensión y las componentes del tensor deformación viene dada por:

{\displaystyle {\begin{pmatrix}\varepsilon _{xx}\\\varepsilon _{yy}\\\varepsilon _{zz}\\\varepsilon _{xy}\\\varepsilon _{xz}\\\varepsilon _{yz}\end{pmatrix}}={\begin{pmatrix}{\frac {1}{E_{x}}}&-{\frac {\nu _{yx}}{E_{y}}}&-{\frac {\nu _{zx}}{E_{z}}}&&&\\-{\frac {\nu _{xy}}{E_{x}}}&{\frac {1}{E_{y}}}&-{\frac {\nu _{zy}}{E_{z}}}&&&\\-{\frac {\nu _{xz}}{E_{x}}}&-{\frac {\nu _{yz}}{E_{y}}}&{\frac {1}{E_{z}}}\\&&&{\frac {1}{G_{xy}}}&0&0\\&&&0&{\frac {1}{G_{xz}}}&0\\&&&0&0&{\frac {1}{G_{yz}}}\\\end{pmatrix}}{\begin{pmatrix}\sigma _{xx}\\\sigma _{yy}\\\sigma _{zz}\\\sigma _{xy}\\\sigma _{xz}\\\sigma _{yz}\end{pmatrix}}}

Donde: {\displaystyle {\frac {\nu _{yx}}{E_{y}}}={\frac {\nu _{xy}}{E_{x}}}\qquad {\frac {\nu _{zx}}{E_{z}}}={\frac {\nu _{xz}}{E_{x}}}\qquad {\frac {\nu _{yz}}{E_{y}}}={\frac {\nu _{zy}}{E_{z}}}\qquad (*)}

Como puede verse las componentes que gobiernan el alargamiento y las que gobiernan la distorsión están desacopladas, lo cual significa que en general es posible producir alargamientos en torno a un punto sin provocar distorsiones y viceversa. Las ecuaciones inversas que dan las deformaciones en función de las tensiones toman una forma algo más complicada:

{\displaystyle {\begin{pmatrix}\sigma _{xx}\\\sigma _{yy}\\\sigma _{zz}\\\sigma _{xy}\\\sigma _{xz}\\\sigma _{yz}\end{pmatrix}}={\frac {1}{\Delta }}{\begin{pmatrix}(1-\nu _{yz}\nu _{zy})E_{x}&(\nu _{xy}+\nu _{xz}\nu _{zy})E_{y}&(\nu _{xz}+\nu _{xy}\nu _{yz})E_{z}&&&\\(\nu _{yx}+\nu _{yz}\nu _{zx})E_{x}&(1-\nu _{zx}\nu _{xz})E_{y}&(\nu _{yz}+\nu _{yx}\nu _{xz})E_{z}&&&\\(\nu _{zx}+\nu _{zy}\nu _{yx})E_{x}&(\nu _{zy}+\nu _{zx}\nu _{xz})E_{y}&(1-\nu _{xy}\nu _{yx})E_{z}&&&\\&&&G_{xy}&0&0\\&&&0&G_{zx}&0\\&&&0&0&G_{yz}\end{pmatrix}}{\begin{pmatrix}\varepsilon _{xx}\\\varepsilon _{yy}\\\varepsilon _{zz}\\\varepsilon _{xy}\\\varepsilon _{xz}\\\varepsilon _{yz}\end{pmatrix}}}

Además la magnitud {\displaystyle \Delta } viene dada por la relación:
{\displaystyle \Delta :=1-\nu _{xy}\nu _{yx}-\nu _{xz}\nu _{zx}-\nu _{yz}\nu _{zy}-\nu _{xz}\nu _{zy}\nu _{yx}-\nu _{zx}\nu _{xy}\nu _{yz}}
De hecho la matriz anterior, que representa al tensor de rigidez es simétrica ya que de las relaciones (*) se la simetría de la anterior matriz puesto que:
{\displaystyle {\frac {\nu _{xy}+\nu _{xz}\nu _{zy}}{E_{x}}}={\frac {\nu _{yx}+\nu _{yz}\nu _{zx}}{E_{y}}}\qquad {\frac {\nu _{xz}+\nu _{xy}\nu _{yz}}{E_{x}}}={\frac {\nu _{yx}+\nu _{yz}\nu _{zx}}{E_{z}}}\qquad {\frac {\nu _{yz}+\nu _{yx}\nu _{xz}}{E_{y}}}={\frac {\nu _{zy}+\nu _{zx}\nu _{xz}}{E_{z}}}}

### Materiales transversalmente isótropos
Un caso particular de material ortótropo es el de los materiales transversalmente isótropos en los que existe una dirección preferente o longitudinal y todas las secciones perpendiculares a la misma son mecánicamente equivalentes. Así, en cualquier sección transversal a la dirección diferente habrá isotropía y el número de constantes elásticas independientes necesarias para caracterizar dicho material será 5 y no 9, como en el caso de un material ortotropo general. Las cinco constantes independientes serán de hecho: 2 módulos de elasticidad longitudinal (EL, Et), 1 módulo de rigidez (Gt) y 2 coeficientes de Poisson (νL, νLt). Estas constantes se relacionan con las demás constantes generales de un material ortótropo mediante estas relaciones:

{\displaystyle {\begin{cases}E_{y}=E_{L}&E_{x}=E_{z}=E_{t}\\G_{xz}={\cfrac {E_{t}}{2(1+\nu _{t})}}&G_{zy}=G_{xy}=G_{t}\\\nu _{xz}=\nu _{zx}=\nu _{t}&\nu _{xy}=\nu _{zy}=\nu _{tL}\end{cases}}}

### Materiales anisótropos (modelo rariconstante)
Durante las últimas décadas del siglo XIX existió una polémica entre Cauchy, Green, Poisson, Voight y otros sobre el número máximo que caracterizaba un material elástico anisótropo. Si bien originalment Cauchy (1828) había aceptado que el número eran 21, algunos argumentos adicionales llevaron a pensar a Cauchy que para muchos materiales debía cumplirse además que:

{\displaystyle {\begin{matrix}C_{2233}=C_{2323}&C_{3311}=C_{3131}&C_{1122}=C_{1212}\\C_{1123}=C_{3112}&C_{2231}=C_{1223}&C_{3312}=C_{2331}\end{matrix}}}

por lo que el número total de constantes elásticas sería de 15. Este modelo con menos constantes elásticas se conoce como el modelo rariconsonante o la teoría rariconsonante, apoyada por Poisson, lord Kelvin, Lamé frente a la hipótesis multiconsonante (con 21 parámetros independientes) sostenida por Green, Stokes o Kirchhoff. Los experimentos decisivos de Voight demostraron que existen materiales que requieren una descripción multiconsonante y por tanto con 21 constantes. Sin embargo, experimentalmente se han encontrado también materiales con solo 15 constantes independientes.

## Tensor de constantes elásticas
Para cuerpos elásticos lineales anisótropos más generales, las relaciones entre tensión y deformaciones pueden seguir expresándose mediante un tensor de constantes elásticas o tensor de rigidez dado por:

{\displaystyle \sigma _{ij}=\sum _{k,l}C_{ijkl}\,\varepsilon _{kl}}

En tres dimensiones puesto que cada uno de los índices i, j, k y l puede tener 3 valores diferentes (x, y o z), existen 34 componentes del tensor Cijkl, sin embargo, de la simetría de las componentes de tensión y deformación deben cumplirse las siguientes relaciones entre componentes:

{\displaystyle C_{ijkl}=C_{jikl}\,} (debido a la simetría del tensor tensión).
{\displaystyle C_{ijkl}=C_{ijlk}\,} (debido a la simetría del tensor deformación)
{\displaystyle C_{ijkl}=C_{klij}\,} (debido a que la energía elástica viene dada por una forma cuadrática).

Así de las 3x3 = 9 componentes de los tensores tensión y deformación solo existen (3²+3)/2 = 6 valores diferentes; a partir de esto, se sigue que el tensor de constantes elásticas solo puede tener (6²+6)/2 = 21 componentes diferentes como máximo. Estas 21 componentes pueden escribirse en forma matricial del siguiente modo:

{\displaystyle {\begin{pmatrix}\sigma _{xx}\\\sigma _{yy}\\\sigma _{zz}\\\sigma _{xy}\\\sigma _{xz}\\\sigma _{yz}\end{pmatrix}}={\begin{pmatrix}C_{xxxx}&C_{xxyy}&C_{xxzz}&C_{xxxy}&C_{xxxz}&C_{xxyz}\\C_{yyxx}&C_{yyyy}&C_{yyzz}&C_{yyxy}&C_{yyxz}&C_{yyyz}\\C_{zzxx}&C_{zzyy}&C_{zzzz}&C_{zzxy}&C_{zzxz}&C_{zzyz}\\C_{xyxx}&C_{xyyy}&C_{xyzz}&C_{xyxy}&C_{xyxz}&C_{xyyz}\\C_{xzxx}&C_{xzyy}&C_{xzzz}&C_{xzxy}&C_{xzxz}&C_{xzyz}\\C_{yzxx}&C_{yzyy}&C_{yzzz}&C_{yzxy}&C_{yzxz}&C_{yzyz}\end{pmatrix}}{\begin{pmatrix}\varepsilon _{xx}\\\varepsilon _{yy}\\\varepsilon _{zz}\\\varepsilon _{xy}\\\varepsilon _{xz}\\\varepsilon _{yz}\end{pmatrix}}}

### Componentes tensoriales del tensor isótropo
Las relaciones anteriores se han escrito siempre en forma de matriz, pero para los diferentes tipos de sólidos es posible escribir también las componentes tensoriales explícitas. Para un sólido isótropo el tensor de constantes elásticas en coordenadas cartesianas viene dado por:

{\displaystyle C_{ijkl}=\lambda \delta _{ij}\delta _{kl}+\mu (\delta _{ik}\delta _{jl}+\delta _{il}\delta _{jk})\,}

En un sistema de coordenadas curvilíneas (esféricas, cilíndricas, etc.) más general el tensor anterior es simplemente:

{\displaystyle C_{ijkl}=\lambda g_{ij}g_{kl}+\mu (g_{ik}g_{jl}+g_{il}g_{jk})\,}

Donde {\displaystyle g_{ij}\,} es el tensor métrico asociado a las coordenadas curvilíneas correspondientes.

## Constantes elásticas para diferentes materiales
Las constantes elásticas de un material se determinan usualmente mediante ensayos de tracción normalizados, aunque existen otros métodos alternativos como la medición de la velocidad propagación de ondas elásticas a través del medio. En el anexo de constantes elastoplásticas se recogen valores para el módulo de Young, el coeficiente de Poisson y el límite elástico medidos para diferentes tipos de materiales.